# عوفنيات
العوفنيات هي صنف من الفطريات الكيسية ضمن شعيبة الفنجانيانية.
بعض أعضاء هذا الصنف كانت تجمع ضمن صنف ضفراوات (بالإنجليزية: Plectomycetes)‏.

## المورفولوجيا
تنتج هذه الفطريات عليبات مستغلقة (بالإنجليزية: cleistothecium)‏ عن طريقها تنشر أبواغها.

## روابط خارجية
- Class Eurotiomycetes
- Outline of Ascomycota - 2007